# Ординатор (6-й сезон)
Шестой и финальный сезон  американского телесериала «Ординатор» премьера которого состоялась на канале FOX 20 сентября 2022 года, заключительная серия сезона вышла 17 января 2023 года. Сезон состоит из тринадцати эпизодов.

## Сюжет
Сериал рассказывает о молодом интерне с идеалистическими взглядами на жизнь, который начинает работать под началом блестящего ординатора. Со временем главный герой понимает, что не всё так просто, и в его работе есть сотни нюансов, на которые невозможно закрыть глаза.

## В ролях

### Основной состав
- Мэтт Зукри — доктор Конрад Хокинс, старший ординатор
- Маниш Дайал — доктор Девон Правеш
- Брюс Гринвуд — доктор Рэндольф Белл, заведующий хирургией
- Джейн Ливз — доктор Китт Восс
- Малькольм-Джамал Уорнер — доктор Эй Джей Остин, трехместный кардиоторакальный, общий и травматологический хирург
- Джессика Лукас - Билли Саттон, нейрохирург
- Ануджа Джоши - доктор Лила Деви

## Эпизоды
| № общий | № в сезоне | Название                                                           | Режиссёр                | Автор сценария                                      | Дата премьеры    | Произв. код | Зрители в США (млн) |
| ------- | ---------- | ------------------------------------------------------------------ | ----------------------- | --------------------------------------------------- | ---------------- | ----------- | ------------------- |
| 95      | 1          | «Два сердца» «Two Hearts»                                          | Роб Корн                | Эми Холден Джонс                                    | 20 сентября 2022 | 6LAP01      | 2.71                |
| 96      | 2          | «Подглядывать и визжать» «Peek and Shriek»                         | Пол Маккрейн            | Джой Э. Грегори                                     | 27 сентября 2022 | 6LAP02      | 2.65                |
| 97      | 3          | «Одна пуля» «One Bullet»                                           | Амин Кадерали           | Эндрю Чэпман                                        | 4 октября 2022   | 6LAP03      | 2.69                |
| 98      | 4          | «Так будет недолго» «It Won't Be Like This For Long»               | Мари Джамора            | Эмили Прессли                                       | 11 октября 2022  | 6LAP04      | 2.71                |
| 99      | 5          | «Река в Египте» «A River in Egypt»                                 | Билл Д’Элиа             | Даниэла Ламас                                       | 18 октября 2022  | 6LAP05      | 2.64                |
| 100     | 6          | «К лучшему это или к худшему» «For Better or Worse»                | Маниш Дайал             | Марк Халси                                          | 25 октября 2022  | 6LAP06      | 2.97                |
| 101     | 7          | «Химера» «The Chimera»                                             | Малькольм-Джамал Уорнер | Крис Бессауниан & Эрик Лу & Тиана Лэнгхэм           | 8 ноября 2022    | 6LAP07      | 2.98                |
| 102     | 8          | «Лучшая часть доблести» «The Better Part of Valor»                 | Стефани Мартин          | Ричард Э. Роббинс                                   | 15 ноября 2022   | 6LAP08      | 2.56                |
| 103     | 9          | «Никакого давления, никаких бриллиантов» «No Pressure No Diamonds» | Эприлл Уинни            | Мика Фрэнк                                          | 29 ноября 2022   | 6LAP09      | 3.32                |
| 104     | 10         | «Семейный день» «Family Day»                                       | Роб Корн                | Марк Халси                                          | 6 декабря 2022   | 6LAP10      | 2.79                |
| 105     | 11         | «Все» «All In»                                                     | Пол Маккрейн            | Майкл Билингтон & Джой Грегори                      | 3 января 2023    | 6LAP11      | 2.52                |
| 106     | 12         | «Все мудрее» «All the Wiser»                                       | Джули Эбер              | Крис Бессауниан & Ричард Э. Роббинс & Тиана Лэнгхэм | 10 января 2023   | 6LAP12      | 2.50                |
| 107     | 13         | «Все на палубе» «All Hands on Deck»                                | Роб Корн                | Эми Холден Джонс & Эндрю Чэпман                     | 17 января 2023   | 6LAP13      | 2.98                |

## Производство

### Разработка
16 мая 2022 года телеканал FOX объявил о продление сериала на шестой сезон. 6 апреля 2023 года стало известно что телеканал FOX закрывает телесериал после шестого сезона.